# 凹葉柃木頂冠節蜱
凹葉柃木頂冠節蜱（学名：Tegolophus euryaes）为節蜱科頂冠節蜱屬下的一个种。